# Pueblo chebo
El pueblo Chebo es un grupo étnico ubicado en las zonas suroeste y occidental de Shewa, dentro de la región de Oromia, en el suroeste de Etiopía. Aunque su idioma principal es el oromo, los chebo tienen raíces en el grupo étnico Gurage, lo que los sitúa en un punto de interacción cultural y lingüística entre estas comunidades.

## Historia y origen
Aunque son considerados parte del grupo étnico Gurage en términos de origen, los chebo se han integrado en la región de Oromia a lo largo de los siglos, adoptando el idioma y algunas tradiciones de los oromo.

## Geografía
Los chebo residen principalmente en la región de Oromia, en áreas como Chebo-Inchini, caracterizadas por paisajes montañosos y una economía predominantemente agrícola. Estas áreas han sido históricamente relevantes por su diversidad étnica y su proximidad a otros grupos culturales importantes en Etiopía.

## Origen del nombre
Una posible explicación del nombre Chebo proviene de la planta Chebe, Croton gratissimus que normalmente se quema durante las celebraciones de Meskel. Otra posible explicación es el nombre de la zona donde vive el pueblo chebo. Partes de la zona suroeste de Shewa se habían incorporado a los pueblos de Chebo y Gurage en la provincia de Shewa, como se llamaba antes de 1995.

## Idioma
Aunque actualmente hablan el idioma oromo, los chebo son originarios del grupo étnico Gurage, por lo que han tenido una historia de migración o asimilación cultural con las comunidades de habla oromo.

## Religión
La mayoría de los chebo practican el cristianismo ortodoxo de Etiopía, una religión que desempeña un papel central en su identidad cultural y en sus tradiciones. Las prácticas religiosas incluyen celebraciones litúrgicas, festividades cristianas y la preservación de iglesias locales como centros de la vida comunitaria.

## Economía
La economía de los chebo se basa principalmente en la agricultura de subsistencia, con cultivos como el enset (conocido como plátano etíope) y la cebada. El ganado también es una parte esencial de su sustento, proporcionando alimentos, fertilizantes y una fuente de ingresos para las familias.